# Kid I Luck!
Kid I Luck! (キッドアイラック!) est un seinen manga de Yuko Osada avec une participation de Kazuya Machida pour le scénario, prépublié entre juin 2012 et juin 2013 dans le magazine Young Gangan, et publié par l'éditeur Square Enix en trois volumes reliés sortis entre novembre 2012 et septembre 2013. La version française est éditée par Ki-oon depuis septembre 2014.

## Personnages
Kinjiro Yaoi (surnommé le Lion Furieux ou encore Yaoking)
C'est un garçon de 17 ans (anniversaire le 19 juillet) en terminale 2 au Lycée Tôhato, bagarreur, maladroit et avec un tempérament explosif. Héros de l'histoire, il essaye de redonner le sourire à son amie d'enfance Kuriko malgré son sens de l'humour désastreux. Au début du manga, il déteste l'humour, pensant que les gens qui rient se moquent de lui (il est assez susceptible et déteste qu'on se moque de lui). Il est très proche de Kuriko et semble même être amoureux même s'il ne l'avoue pas et évite le sujet, gardant pourtant précieusement les cadeaux qu'elle lui offre à chaque anniversaire. Toujours blessé quelque part à cause de ses bagarres, il arrête pourtant de se battre après sa promesse de guérir Kuriko.
Kuriko Ezaki
Amie d'enfance de Kinjiro, qu'elle appelle d'ailleurs par le diminutif "Kin", elle a le même âge que lui et est dans la même classe. C'est une grande fan du duo d'humoristes Hamamiya mais son agression par deux voyous lui fera perdre toute envie de rire. Elle est amoureuse de Kinjiro
Morinaga
C'est le chef du club de comédie et il est aussi en terminale. Humoriste connu sous le nom de "Prince Ganarimo", il est arrivé troisième à un concours d'humour. Il considère Kinjiro comme son rival car il est aussi amoureux de Kuriko. Il veut à tout prix battre l'humoriste anonyme "Spaghetti Arribbiata".
Yayoi Koike
Au premier abord, cette jeune fille de terminale paraît transparente : petite, timide donc assez asociale (elle n'arrive pas à se faire des amis), nulle en classe et en sport... Pourtant on apprend dans le chapitre 2 sa véritable personnalité qu'Hélène a essayé pourtant de cacher : c'est une génie de l'humour connu dans le pays sous le pseudonyme "Spaghetti Arrabbiata" considérée comme une des meilleures humoristes anonymes ! À sa demande et un peu sous la pression, elle acceptera de devenir le maître de Kinjiro et essayera tant bien que mal de lui apprendre l'art de la blague. Elle tombera amoureuse de lui par la suite mais ne lui avouera jamais, connaissant les sentiments du garçon pour Kuriko.

## Liste des volumes
| no | Japonais          | Japonais          | Français          | Français          |
| no | Date de sortie    | ISBN              | Date de sortie    | ISBN              |
| --- | ----------------- | ----------------- | ----------------- | ----------------- |
| 1 | 24 novembre 2012  | 978-4-7575-3799-6 | 25 septembre 2014 | 978-2-35592-730-0 |
| Liste des chapitres : - Chapitre 1 : Fonce, Yaokin! - Chapitre 2 : Impose-toi, Yaokin ! - Chapitre 3 : La rencontre fatidique de Yaokin ! - Chapitre 4 : Creuse-toi les méninges, Yaokin ! - Chapitre 5 : Yaokin est de sortie ! - Chapitre 6 : Yaokin en panique ! - Chapitre 7 : Rugis, Yaokin !                                                     |                   |                   |                   |                   |
| 2 | 25 mars 2013      | 978-4-7575-3919-8 | 11 décembre 2014  | 978-2-35592-750-8 |
| Liste des chapitres : - Chapitre 8 : Viens voir, Yaokin ! - Chapitre 9 : Yaokin s'énerve ! - Chapitre 10 : Tous sur Yaokin ! - Chapitre 11 : Souviens-toi, Yaokin ! - Chapitre 12 : Yaokin s'emmêle les pinceaux ! - Chapitre 13 : Yaokin monte sur scène ! - Chapitre 14 : Tente le coup, Yaokin ! - Chapitre 15 : Yaokin frisonne !                  |                   |                   |                   |                   |
| 3 | 25 septembre 2013 | 978-4-7575-4049-1 | 23 avril 2015     | 978-2-35592-804-8 |
| Liste des chapitres : - Chapitre 16 : Yaokin écrit une lettre ! - Chapitre 17 : Yaokin peaufine son art ! - Chapitre 18 : Le souhait de Yaokin - Chapitre 19 : Le désespoir de Yaokin ! - Chapitre 20 : Hurle, Yaokin ! - Chapitre 21 : Yaokin passe à la télé ! - Chapitre 22 : Le gros stress de Yaokin ! - Dernier chapitre : Envole-toi, Yaokin !! |                   |                   |                   |                   |

### Édition japonaise
Square Enix
1. 1 2  (ja) « Tome 1 ».
2. 1 2  (ja) « Tome 2 ».
3. 1 2  (ja) « Tome 3 ».

### Édition française
Ki-oon
1. 1 2  (fr) « Tome 1 ».
2. 1 2  (fr) « Tome 2 ».
3. 1 2  (fr) « Tome 3 ».